# Noora Aldossary
Amani Noora Al Dossary  (* 1. August 2000 in Houston, Texas, USA) ist eine US-amerikanisch-bahrainische Fußballspielerin auf der Position der Flügelspielerin, die seit Dezember 2014 für die Bahrainische Fußballnationalmannschaft der Frauen aufläuft.

## Karriere

### Im Verein
Al Dossary startete ihre Karriere für den Challenge Soccer Club und spielte von 2013 bis 2016 ebenfalls für die Oak Ridge War Eagles, dem Soccer Team der Oak Ridge High School in Conroe, Texas.

### Nationalmannschaft
Aldossary wurde im Dezember 2014 erstmals in den Kader der A-Nationalmannschaft Bahrains berufen und spielte 2015 erstmals den Aphrodite Cup in Zypern. Sie nahm für die Bahrainische Fußballnationalmannschaft der Frauen 2017 erneut am Aphrodite Cup in Zypern teil.

### Persönliches
Ihre Cousine Shahrazad Al-Dossary spielt ebenfalls aktiv Fußball und durchlief das Soccer Team der Uplift North Hills Preparatory High School in Irving, Texas.